# Беотийская война
Беотийская война (378—362 годы до н. э.) — военный конфликт в Древней Греции, произошедший вскоре после Коринфской войны и подписания Антиалкидова (Анталкидова), или Царского мира.
В этой войне большинство участников меняло стороны на протяжении конфликта. Постоянными противниками оставались Спарта и Фивы. К началу войны это было противоборством Второго афинского союза (уже удовлетворяющего требованиям Анталкидова мира) с Пелопоннесским союзом. В Афинский союз в начале войны входили в том числе Фивы и часть беотийских городов, в которых победили демократические партии. Остальные беотийские города были олигархическими и поддерживали Спарту. К концу конфликт стал борьбой Беотийского союза с союзниками против Спарты и Афин с некоторыми их союзниками.
Причиной войны стало недовольство спартанской гегемонией. В ходе войны фиванцы нанесли спартанцам несколько поражений, среди них знаменитая битва при Левктрах, после которой в Греции установилась фиванская гегемония. Пелопоннесский союз медленно распадался. Последним всплеском войны была битва при Мантинее, в которой погиб фиванский полководец Эпаминонд.

## Предыстория
По Анталкидову миру, закончившему Коринфскую войну, спартанская гегемония была восстановлена. По окончании этой войны спартанцы начали проводить агрессивную политику в отношении нелояльных союзников, в 385 году до н. э. спартанцы пошли на Мантинею (поводом для похода стало невыполнение союзнических обязательств) с требованием «снести городские стены», а когда мантинейцы отказались, взяли её, и «Мантинея была превращена в четыре отдельных поселения, как было в прежние времена».
Примерно в то же время спартанцами был восстановлен беотийский город Платеи, который издавна был союзником Афин и был разрушен в 427 году до н. э., что вызвало неудовольствие Фив.
Надзирая за соблюдением условий мира, Спарта выступала на стороне пострадавших и освобождала захваченные другими греками города (например, Гестиею на острове Эвбея, города на Халкидике и т. д.). Примерно в это же время начал усиливаться халкидский город Олинф, нарушивший условия Царского мира и захвативший всю Халкидику и даже часть Македонии. Лидеры демократической партии Фив и афиняне поддерживали Олинф, отправив туда посольство и договаривались о новом антиспартанском союзе. В 382 году до н. э. по просьбе городов из окрестностей Олинфа спартанцы отправили против олинфян армию под командованием Евдамида. Вторая часть войска была отправлена позже под командованием Фебида.
Когда армия проходила через Беотию, в Фивах шла политическая борьба между сторонниками демократии и олигархами. Вождь олигархической партии Леонтиад попросил Фебида занять Кадмею (крепость в Фивах), надеясь с его помощью стать главным человеком в Фивах. Фебид согласился, и Кадмея была захвачена. Таким образом, спартанцы подчинили себе Фивы. Вероломный захват города вызвал возмущение во всей Греции и самих спартанцев
. Один из лидеров демократической партии, полемарх Исмений, был казнён (по версии Плутарха, в Спарте, по другим источникам — в Фивах) за то, что «…он сочувствует варварам, что он во вред Греции заключил с персом союз гостеприимства, что он был подкуплен персидским царём (перед началом Коринфской войны)…». По версии советского историка С. Я. Лурье, «те из демократических деятелей, которые не успели бежать из города, были перебиты или посажены в тюрьму», однако сам Плутарх, по которому пишет Лурье, уточняет, что, кроме Исмения, только один из лидеров демократов уже в Афинах был убит по заказу олигархов (это был Андроклид, который вместе с Исмением принял деньги от персидского царя и был инициатором Коринфской войны), «на жизнь других неудачно покушались» (тоже в Афинах). Достаточно много демократов оставалось на свободе и позднее приняло участие в перевороте в декабре 379 года до н. э.
Против олинфян вместо оштрафованного, но не казнённого Фебида спартанцы послали Телевтия с войском, однако он потерпел поражение и был убит. В это же время спартанцы, которые стремились повсюду привести к власти лояльные им олигархические партии, пошли на Флиунт, и после осады, продолжавшейся год и 8 месяцев, город сдался.
Против Олинфа спартанцы послали царя Агесиполида I, но тот умер от лихорадки. На его место был назначен военачальник Полибиад, и осада продолжилась. Наконец, в 379 году до н. э. жители Олинфа сдались. Таким образом, «в Греции … уже не было более ни одной республики, ни одного города, которые смели и могли бы восстать против Спарты, как вдруг переворот в Фивах изменил всё».
В декабре против фиванских олигархов при поддержке двух афинских стратегов был организован заговор, приведший к перевороту в Фивах.
Современные исследователи рассматривают последовательность событий, непосредственно приведших к войне, следующим образом:
1. помощь афинских войск в перевороте в Фивах, участие в осаде и штурме лакедемонского гарнизона в Кадмее, блокирование дорог в Беотию (с целью воспрепятствовать подкреплению лакедемонян);
2. поход лакедемонян на участвовавшую в перевороте Беотию;
3. опасения Афин и смертный приговор афинян своим стратегам — участникам переворота; посольство из Фив в Спарту с целью «признать гегемонию Спарты»;
4. подкуп фиванскими демократами Сфодрия (спартанца, начальника оставленного после похода гарнизона) и его рейд к афинскому Пирею[42][43];
5. отказ от казни Сфодрия в Спарте;
6. разрыв Афин со Спартой, альянс с Фивами, создание второго Афинского союза и военные действия[43]/

### Переворот в Фивах
По Диодору (которого поддерживает оратор IV в. до н. э. Динарх), фиванские демократы при поддержке афинян ночью (этой ночью полемархи из олигархической партии устраивали пир по случаю окончания срока их власти) вернулись в Фивы и убили спящими тех, кто поддерживал лакедемонян.
Более подробно и несколько по-иному об этом рассказывают Плутарх и Ксенофонт. В сами Фивы проникли только 6 (12 по Плутарху) заговорщиков, остальные (около 300) с частью афинского войска, которую возглавляли 2 стратега, оставались на границе. При помощи секретаря полемархов Филлида (который пользовался у полемархов отличной репутацией, но организовал этот заговор вместе с демократами) заговорщики, переодевшись женщинами, без особого труда убили на пиру обоих пьяных полемархов (Архия и Филиппа). Далее заговорщики вошли в дом лидера олигархической партии Леонтиада и убили его в спальне. К следующему члену олигархической партии заговорщики ворвались силой, он пытался убежать, но его «схватили и убили».
Далее были освобождены и вооружены заключённые. После этого восставшие через глашатаев объявили, чтобы все фиванцы — как всадники, так и гоплиты — выходили на улицу, ввиду того, что тираны погибли. Однако сами граждане Фив вышли на улицу только на рассвете. Ночью лакедемонский гармост (командир гарнизона), услышав возгласы глашатаев, отправил за помощью в близлежащие гарнизоны (Платеи и Феспий). Часть сторонников лакедемонян бежала в Кадмею.
Прибывшие на помощь лакедемонянам платейцы были атакованы и разбиты всадниками восставших, после чего сторонники демократии при помощи афинских отрядов начали осаду и штурм Кадмеи (гарнизон Кадмеи с сторонниками состоял примерно из 1500 человек). Опасаясь подхода подкреплений из Спарты восставшие запросили дополнительную помощь из Афин. Афины заключили альянс с Фивами (демократами) и послали большие силы для подавления поддержки беотийцами спартанского гарнизона в Кадмее. И, что более важно, блокировали доставку подкрепления из Пелопоннеса.
Совместно с афинскими войсками и подкреплением из беотийских городов, по данным Диодора, который критикуется за неверные цифры, но данные по гарнизону Кадмеи у него сходятся с Плутархом, было собрано около 12 000 гоплитов (5000 из них — афиняне). Штурм Кадмеи шёл день и ночь. Гарнизон крепости держался, ожидая подхода подкреплений, однако, когда продовольствие закончилось, а помощь не пришла, было принято решение оставить крепость.
Защитники Кадмеи сдались на условии: «безопасность …(и) уйти с оружием в руках», которые и были приняты атакующими. По Ксенофонту, гарнизон был беспрепятственно выпущен, однако «…осаждающие захватили всех тех из них, которые принадлежали к числу фиванцев — приверженцев враждебной им партии, и предали казни. Лишь немногие из них были тайком уведены и спасены пришедшим с границы афинским отрядом».

## Начало войны

### Первый поход спартанцев в Беотию
После восстания в Фивах лакедемоняне казнили фиванского гармоста (командира спартанского гарнизона в Кадмее) «за то, что он покинул крепость, не дождавшись, пока к нему придут на выручку», и объявили поход на фиванцев. Так как Агесилай отказался участвовать в походе, командование поручили Клеомброту.
Афиняне во главе с Хабрием перекрыли спартанцам дорогу на Фивы через Элевферы, поэтому Клеомброт воспользовался вторым проходом через горы (на Платеи), который был перекрыт небольшим (около 150 человек) фиванским гарнизоном. Некоторым удалось бежать, а остальных перебили лакедемонские пельтасты Клеомброта. Однако таким образом вторжение в Беотию было задержано. Вторгшись в Беотию, Клеомброт совершил марш на Феспии (к западу от Фив), где находились основные лояльные Спарте войска.
Однако он не направился на сами Фивы, где в то время находились афинские войска, так как не решался спровоцировать войну с Афинами и Фивами. Клеомброт сообщил о спартанском требовании привлечь к суду убийц Леонтида. Не сомневаясь в позиции Спарты, он оставил сильный гарнизон в Феспии во главе со Сфодрием. Некоторые исследователи полагают, что частичной причиной его мирной политики была погода (описан холод, снег, штормы).
В результате вторжения Афины и Фивы были очень напуганы. В Афинах были приговорены к смерти два стратега, участвовавших в восстании в Фивах. Фиванцы также были в страхе — они даже отправили в Спарту посольство с заявлением, что готовы по-прежнему признавать гегемонию Спарты и автономию беотийских государств: «Спасённые при помощи нашего афинского войска и возвращённые из изгнания на родину, они, не медля ни минуты, отправили послов в Лакедемон, выражая готовность оставаться в рабстве и ни в чём не преступать прежнего соглашения».
Однако спартанцы не хотели рассматривать убийства своих друзей как сугубо внутреннее дело Фив и твёрдо требовали выдачи заговорщиков.

### Рейд Сфодрия
Оставшиеся в изоляции Фивы вынуждены были бы уступить, если бы Спарта снова не спровоцировала Афины.
По мнению источников, рейду спартанца Сфодрия содействовали (в том числе подкупили) новые фиванские беотархи Пелопид и Горгид с целью вовлечь Афины в войну со Спартой.
В январе — феврале 378 года Сфодрий вывел своих воинов из Феспия по направлению к афинскому Пирею (который не имел городских ворот и был открыт для нападения), утверждая, что войска прибудут туда до восхода солнца. По дороге он уклонялся от пути, захватывал скот и грабил дома. В результате рассвет застал его у Элевсина, а предупреждённые встретившимися с войском «все афиняне — гоплиты и всадники — быстро вооружились и охраняли город от нападения». Потеряв элемент внезапности, Сфодрий вернулся в Феспии.
В это время в Афинах были лакедемонские послы, которые были тут же арестованы. Позже они были признаны непричастными и отпущены. По словам послов, Афиняне «без всякого сомнения скоро узнают о казни Сфодрия по приговору лакедемонян». Эфоры вызвали Сфодрия в Лакедемон и привлекли к суду по обвинению в преступлении, караемом смертной казнью. Из страха Сфодрий не явился на суд, однако же был оправдан заочно. Многие лакедемоняне считали этот процесс самым несправедливым из всех, которые велись в Лакедемоне . По мнению некоторых исследователей, «эпизод с оправданием Сфодрия крайне темен».
В результате Афины объявили войну лакедемонянам и назначили стратегами Тимофея, Хабрия и Каллистрата. По Диодору, афиняне набрали 20 тыс. гоплитов, 500 всадников и 200 боевых кораблей. Также они приняли в свой альянс, в который уже входили Хиос, Византий, Митилен и Родос, «на общих основаниях» Фивы и в последующие 3 года сражались бок о бок вместе с ними против Спарты. После рейда Сфодрия в 378 году Афины предприняли шаги для консолидации этого альянса во второй Афинский морской союз. В феврале — марте 377 года был создан «декрет Аристотеля», регламентирующий действия союза. Непосредственно перед публикацией декрета к нему присоединились Фивы и Мефимна. Благодаря тяжёлым для Афин условиям декрета афиняне вернули потерянное к концу Коринфской войны расположение греков.
Условия союза полностью соответствовали установкам Антиалкидова мира. В него также вошли Родос, Лесбос, Эвбея, северные и южные Спорадские острова. Выровняв таким образом силы со Спартой, Афины начали нападать на её островных сторонников. Были захвачены несколько островов, бывших союзными Спарте, и Гестий на острове Эвбея.
Спарта, в свою очередь, также стала относиться к своим союзникам более мягко. Была проведена реорганизация вооружённых сил союза, командование армией было поручено Агесилаю.

### Второй поход спартанцев в Беотию
В начале 378 года, возможно, с официальной (или неофициальной) помощью Афин Фивы начали строить укрепление в виде рва с палисадом, которое окружало фиванскую равнину. Так как начало второго похода спартанцев оценивают как конец июня (это обычное время для похода спартанцев, так как они сжигали урожай перед его сбором), то у Фив было примерно 5 месяцев на постройку этой линии, которая как фортификационное сооружение оказалась (без)полезной. В конце июня Агесилай с войском, которое Диодор оценивает как 18 000 воинов (включая 5 мор спартанцев по 500 человек) и дополнительно 1500 всадников, переправился в Беотию. Он перешёл через Киферон и устроил базу в Феспиях. Афиняне немедленно переправили к фиванцам 5000 пехотинцев и 200 всадников и совместно с фиванцами заняли укрепления.
Агесилай перемещал свой лагерь вдоль укрепления, опустошая территорию между своим лагерем и занимаемыми фиванцами/афинянами укреплениями. Спартанцы пытались вызвать фиванцев/афинян на бой на равнине, однако те не выступали за пределы укреплений. Однажды утром Агесилай выступил ранее обычного и проник за линию укреплений до подхода защитников. В результате спартанцы беспрепятственно опустошили фиванскую область, однако Агиселаю не удалось уничтожить объединённую фиванско-афинскую армию. Благодаря действиям афинского стратега Хабрия та смогла отступить в город, снова избегнув битвы. После этого Агесилай вернулся и обнёс стеной Феспий, оставив там гармостом Фебида и вернулся в Пелопоннес.
Фебид время от времени опустошал Фиванскую область. Желая отомстить ему, фиванцы выступили всенародным ополчением на Феспии. Они разбили отряд из 200 человек и пытались штурмовать город. После нескольких стычек фиванцы отступили, преследуемые наёмными пельтастами Фебида. Увлёкшись преследованием, легковооружённые воины Фебида загнали фиванцев в непроходимое ущелье. Развернувшись, фиванцы атаковали преследователей, обратив их в бегство. В этом бою погиб Фебид. Это подняло бодрость духа фиванцев, и они предприняли ряд походов на Феспии и другие беотийские города (сторонники демократической партии ранее бежали из этих городов в Фивы). Однако вскоре лакедемоняне послали в Феспии по морю полемарха с отрядом воинов для замены Фебида.

### Третий поход спартанцев в Беотию
В июне 377 года до н. э. спартанцы третий раз идут походом на Фивы. Командовал спартанцами Агесилай. Фиванцы и афиняне, ожидая его со стороны Феспия, заняли в этом месте упомянутые ранее укрепления. Однако Агесилай, совершив форсированный марш, подошёл к укреплениям в другом месте и проник внутрь ограды. После этого он опустошил фиванскую область к востоку от Фив и повернул обратно.
К этому времени фиванцы и афиняне выстроились на Грайском лоне (близ Оропа и Танагры) и заняли оборонительные позиции. Обманным манёвром Агесилай показал фиванцам, что направляется в сторону их города, и они, опасаясь за свой город, бросились бегом к Фивам, при этом произошли небольшие стычки между легковооружёнными частями обоих войск. Однако сражение не состоялось, и Агесилай отошёл от города и разбил лагерь на том месте, где недавно располагались фиванцы. На обратном пути войско Агесилая атаковали фиванские пелтасты, но были отброшены союзными всадниками спартанцев и потеряли многих убитыми. После этого Агесилай прибыл в Феспии, где шла гражданская ожесточённая борьба; наведя порядок в городе, Агесилай вернулся в Спарту.
Фиванцы были в очень тяжёлом положении вследствие недостатка хлеба: уже два года они не могли снимать с полей жатвы. Поэтому они послали 2 триеры в Пагасы за хлебом. Фиванцы купили хлеб, но на обратном пути корабли захватил начальник спартанского гарнизона в Орее Алкет. Фиванцы были посажены в тюрьмы, но затем они сбежали, овладели крепостью и склонили Орей к отложению от спартанцев. После этого фиванцы перевозили хлеб уже без всяких затруднений.

### Четвёртый поход спартанцев в Беотию
В 376 году до н. э. спартанцы под командованием Клеомброта (Агесилай был болен) вторгаются в Беотию. Однако дойти до Фив им не удалось, так как стратегически важные горы Киферон, где находился перевал в Беотию, были уже заняты фиванцами и афинянами.

### Война на море
После этого состоялся конгресс Пелопоннесского союза в Спарте, на котором было решено блокировать Афины с моря, а затем взять их измором, а также высадить десант с кораблей в Средней Греции, чтобы вторгнуться в Беотию с запада или с севера.
Сначала спартанцам удалось блокировать Афины, отрезав морские пути поставок хлеба из Чёрного моря. Но затем, когда у афинян началась уже нехватка хлеба, они послали против спартанцев флот под командованием Хабрия, который победил спартанцев в битве при Наксосе.
Так как спартанцы готовились к перевозке морем войска в Беотию, фиванцы обратились к афинянам с просьбой отвлечь спартанцев от похода в Беотию. Афиняне ответили согласием и в 375 году до н. э. отправили 60 кораблей под командованием Тимофея. Тот обогнул Пелопоннес и подчинил Афинам Керкиру, попутно одержав победу над спартанским флотом.

## Контрнаступление фиванцев
В том же году фиванцы перешли в контрнаступление на беотийские города, находившиеся под властью Спарты, захватили их и возродили Беотийский союз. В ходе этих кампаний произошла битва при Тегирах, в которой фиванцы под командованием Пелопида одержали значительную победу над спартанцами. В результате фиванцы освободили все беотийские города от спартанцев, кроме Орхомена.
В это же время начал усиливаться фессалийский город Феры, правитель которых, Ясон Ферский, начал объединять Фессалию. Беотийцы заключили союз с Ясоном.
Фиванцы, покорив Беотию, вторглись в Фокиду. Фокейцы запросили спартанцев о помощи, угрожая в случае отказа покориться фиванцам. Спартанцы переправили через Коринфский залив в Фокиду войско во главе с Клеомбротом. Когда спартанцы появились в Фокиде, фиванцы отступили в Беотию.
В 374 году до н. э. афиняне поняли, что их действия в союзе с Фивами приводят только к усилению последних. Поэтому они отправили послов в Спарту и заключили мир. Тимофей, курсировавший вокруг Пелопоннеса, был отозван в Афины.
В 373 году до н. э. спартанцы осадили Керкиру. Керкира была блокирована и с суши, и с моря, и вскоре керкиряне оказались в бедственном положении. Они попросили Афины о помощи. К ним с флотом в апреле направился Ификрат. Однако керкиряне смогли победить спартанцев ещё до прибытия Ификрата. Прибывший Ификрат разбил сиракузский флот (союзный Спарте) и взял в плен членов его экипажа.
В том же году фиванцы взяли Платеи, что стало ещё одной причиной разрыва Афинами союза с Фивами, так как платейцы были в давней дружбе с афинянами. В Афинах было решено заключить мир со Спартой. В 371 году до н. э. в Спарту были направлены послы почти всех греческих государств, и в июне был заключён Каллиев мир. Только фиванцы не подписали этот договор.
Это стало причиной пятого вторжения спартанцев в Беотию. Спартанцы во главе с Клеомбротом вторглись в Беотию с северо-запада, двинулись в Феспийскую область и расположились лагерем близ Левктр. Затем произошла битва, в которой фиванцы под командованием Эпаминонда одержали решительную победу над спартанцами. В бою Эпаминонд применил тактику «косого порядка», выдвинув левый фланг своей армии дальше центра и правого фланга. Кроме того, левый фланг был усилен отборными отрядами и поставлен против спартанского правого фланга. Спартанцы не выдержали мощного удара и отступили, царь Клеомброт был убит. Эта битва положила конец 300-летнему превосходству спартанской пехоты.

## Фиванская гегемония
Битва при Левктрах оказала значительное влияние на внутриполитическую обстановку в Греции. Спарта утратила гегемонию в Греции. Начался период гегемонии Фив, продолжавшийся 9 лет. В Беотийский союз вступили многие полисы Эвбеи, Фокиды, Этолии и других областей Средней Греции. На Пелопоннесе усилились антиспартанские настроения, а во многих городах к власти пришли демократические группировки.

### Объединение Аркадии
В 370 году до н. э. партия Каллибия и Проксена в Тегее (согласно Диодору, Ликомед из Тегеи) выступила за то, чтобы Аркадия стала одним объединённым государством. Приверженцы противоположной партии были частью перебиты, частью — сбежали в Спарту. Там они уговорили спартанцев пойти в поход на Аркадию. В это же время Аркадия объединилась и заключила союз с Фивами. Не вошли в Аркадский союз (так называлось новое государство) только орхоменцы из-за вражды к мантинейцам, а также городки в северной Аркадии.
Тогда же мантинейцы напали на орхоменцев, но потерпели поражение. Агесилай выступил против аркадян, но, после того, как опустошил страну, он вернулся в Лаконию.

### Первый поход фиванцев на Пелопоннес
В том же году Эпаминонд и Пелопид пришли на помощь к аркадянам в Пелопоннес. К ним присоединились аркадяне, аргивяне и элейцы. Ксенофонт писал, что фиванцы не хотели вторгаться в Лаконию из-за её гористой местности и хорошей защищённости, но после уговоров союзников они согласились. Союзники вторглись в Лаконию в четырёх местах. Затем фиванцы и их союзники соединились в Селласии и медленно пошли дальше, грабя города и опустошая земли.
Союзники подошли к Спарте и заняли господствующие над городом высоты. Обороной Спарты руководил царь Агесилай. На помощь спартанцам пришли подкрепления, и Эпаминонд не стал атаковать Спарту. Двинувшись на юг, он достиг спартанской гавани Гифий. Затем беотийская армия повернула в Мессению. Там Эпаминонд провозгласил возрождение Мессенского государства и велел построить на склонах горы Итома столицу Мессении — Мессену. В результате Спарта потеряла треть своей территории.
После этого спартанцы попросили афинян о помощи. После совещания афиняне согласились и послали Ификрата с войском. Он занял Истм, пытаясь воспрепятствовать выходу беотийцев из Пелопоннеса. Но Эпаминонд смог нанести поражение афинянам и отступить в Беотию.

### Второй поход фиванцев на Пелопоннес
В конце лета 369 года до н. э. в Афины прибыли спартанские послы с целью заключить союз. После обсуждения на Народном собрании союз был заключён.
Афиняне и пелопоннесцы решили занять Онейские горы, чтобы воспрепятствовать вторжению фиванцев в Пелопоннес. Однако фиванцы напали ночью на спартанцев и разбили их. Затем они соединились с аркадянами, аргивянами и элейцами и напали на Сикион и Пеллену и опустошили Эпидавр. Также они попытались взять Флиунт, но потерпели поражение под Коринфом. После этого произошла стычка с пришедшей на помощь спартанцам армией сиракузян, и фиванцы отступили в Беотию. Там Эпаминонд был привлечён к суду за поражение при Коринфе и выведен из коллегии беотархов.

### Походы аркадян
В 368 году до н. э. Ликомед из Мантинеи (по Диодору — из Тегеи) предложил аркадянам действовать без помощи фиванцев и вести независимую политику. Аркадяне стали сами предпринимать походы в разные части Пелопоннеса, а Ликомед был назначен стратегом Аркадского союза. Аркадяне пришли на помощь аргивянам, окружённым афинскими наёмниками под командованием Хабрия и коринфянами. Затем они захватили город Асины в Лаконии.
В 367 году до н. э. спартанский царевич Архидам вместе с подкреплением из Сиракуз взял город Карии, а затем напал на Паррасии. Навстречу ему двинулись аркадяне и аргивяне. Архидам отступил к Медеям. Между тем начальник сиракузян Киссид заявил, что срок его пребывания закончился, и направился в Спарту, но путь ему преградили мессенцы. Тогда Киссид попросил Архидама оказать ему помощь. Архидам пошёл по направлению к нему, аркадско-аргосское войско последовало за ним. На пересечении дорог в Эвтресии и в Медеи состоялась битва, в которой спартанцы одержали значительную победу. Согласно Ксенофонту, спартанцы не потеряли ни одного человека. Потери их противников доходили до 10 тысяч человек.
В 368 и 367 годах до н. э. аркадяне и аргивяне осаждали Флиунт, сохранявший верность Спарте, но взять его так и не смогли.

### Война в Фессалии
В 370 году до н. э. в результате заговора был убит правитель (тагос) Фессалии Ясон Ферский. После его смерти правителями стали братья Ясона Полидор и Полифрон. Вскоре Полидор был убит, как предполагает Ксенофонт, своим братом Полифроном, а затем сын Полидора Александр отомстил за отца. Став в 369 году до н. э. царём Фер, Александр проявил себя жестоким тираном и ввёл режим террора. Начав завоевание Фессалии, он натолкнулся на сопротивление некоторых фессалийских городов во главе с Лариссой, которые попросили фиванцев о помощи. Александр же обратился к Афинам и обещанием экономических выгод добился их поддержки. Фиванцы отправили в Фессалию армию во главе с Пелопидом. Он освободил Лариссу и вынудил Александра уйти в изгнание.
Однако Александр вернулся и вновь стал проводить политику террора. Фессалийцы опять отправили послов в Фивы. Пелопид думал решить этот вопрос дипломатическим путём, и потому он вместе с беотархом Исмением отправился в Фессалию как посол, без войска. Но Александр арестовал их и посадил в тюрьму.
В ответ фиванцы осенью 368 года до н. э. отправили армию в Фессалию. Но военачальники этой армии не достигли успеха и отступили. Тогда фиванцы отправили весной 367 года до н. э. против Александра Эпаминонда. Ему удалось освободить Пелопида и Исмения, после чего он заключил перемирие и отступил в Беотию.
В 364 году до н. э. фиванцы по просьбе фессалийцев отправили войско в Фессалию. Во главе войска встал Пелопид, желавший отомстить Александру за своё пленение. Он нанёс Александру поражение, но пал в битве. После этого сражения тиран Фер был вынужден заключить союз с Фивами и предоставить им военную помощь.

### Неудачные попытки заключить мир
Спарта, боясь полного разгрома, в 368 году до н. э. обратилась к персам, и персы отправили в Грецию посла Филиска из Абидоса, который предложил новый мирный договор между всеми греками на условиях Анталкидова мира. Но фиванцы отвергли эти условия, не соглашаясь на возвращение Мессении под власть Спарты. Тогда Филиск дал спартанцам присланные из Персии деньги, и на эти деньги царевич Архидам нанял наёмников.
В 367 году до н. э. фиванцы решили при помощи персов добиться гегемонии в Греции, то есть они хотели добиться её так же, как спартанцы добились её в результате Анталкидова мира — путём заключения мирного договора, ответственными за исполнение которого будут Фивы. Они отправили послов к персидскому царю Артаксерксу II и позвали также своих союзников — аркадян и элейцев. Афиняне, узнав об этом, отправили своих послов. В ходе переговоров фиванский посол Пелопид смог добиться от царя согласия на независимость всех греческих государств, подтверждения независимости Мессении и требования о запрете афинянам иметь флот (Пелопидов мир).
На конференции в Фивах фиванцы показали грамоту с царской печатью и потребовали от послов союзных государств клятв, что они будут исполнять эти условия. Но аркадяне отказались и демонстративно покинули заседание. Тогда фиванцы отправили послов во все крупные города с требованием принять эти условия, но сначала им отказали в Коринфе, а затем и в других городах.

### Третий поход фиванцев на Пелопоннес
Желая склонить на свою сторону ахейцев, до этого бывших нейтральными, Эпаминонд предпринял в 367 году до н. э. поход в Ахайю. Аргосское войско по его просьбе заняло Оней, победив стоящих там спартанцев и афинян. Фиванцы беспрепятственно перешли Онейские горы и вторглись в Ахайю. Эпаминонд заставил ахейцев вступить в союз с ним, но олигархию в ахейских городах оставил. Когда Эпаминонд уже отступил из Ахайи, аркадяне попросили его послать гармостов (наместников) в ахейские города. Гармосты с помощью народа установили демократию и изгнали олигархов. Но изгнанники собрали войско, овладели своими городами и вновь установили олигархическое правление, но теперь они уже явно были на стороне Спарты.
В том же году город Ороп с помощью фиванцев отпал от афинян. Для того, чтобы вновь привести Ороп к покорности, афиняне отозвали из Пелопоннеса своё войско под командованием Хареса, но вернуть Ороп не смогли ввиду отсутствия помощи со стороны союзников. Узнав об этом, глава Аркадского союза Ликомед отправился в Афины, чтобы заключить союз. Союз был заключён. Таким образом, афиняне заключили союз с союзниками своих противников. Причиной этого стало стремление аркадян к проведению независимой от Фив политики; со стороны афинян причина была той же самой — они не желали зависеть от Спарты (кроме того, в союзном договоре было оговорено, что афиняне не будут вести боевые действия против спартанцев).
Затем Коринф и Флиунт заключили мир с Фивами. В это время усилилась тенденция к миру в обеих коалициях. В 366 году до н. э. Фивы и их союзники, с одной стороны, и Спарта и её союзники, с другой, при посредничестве персов заключили мирный договор.

### Война Аркадии и Элиды
В 365 году до н. э. произошёл пограничный конфликт между Аркадией и Элидой: элейцы захватили город Ласион, который издавна принадлежал им, но вступил в Аркадский союз.
В ответ аркадяне вторглись в Элиду и одержали победу над элейским войском. Затем они захватили акрорейские города, кроме Фравста, и попытались взять Олимпию. В Олимпии шла партийная борьба между демократами и олигархами. Демократы, надеясь на помощь аркадян, захватили городской акрополь, но были выбиты оттуда силами олигархов. Демократы бежали в Пилос и укрепились там. Аркадяне не решились штурмовать Олимпию. Тогда они предприняли попытку взять город Элиду, но союзники элейцев, ахейцы, отстояли город.
В 364 году до н. э. аркадяне вновь вторглись в Элиду. Под Килленой на них напали элейцы, но потерпели поражение. Тогда элейцы попросили спартанцев о помощи. Спартанцы согласились, и царевич Архидам выступил в поход и захватил аркадский город Кромн. Оставив там гарнизон, он возвратился в Спарту. Аркадяне осадили Кромн, и спартанцы отправились на выручку гарнизона. Но спартанцы потерпели поражение и вынуждены были заключить перемирие.
Элейские олигархи решили взять Пилос и послали против него войско. Войско элейских олигархов победило отряд демократов и взяло Пилос.
Спартанцы вновь попытались снять осаду с Кромна и освободить спартанский гарнизон. Спартанская армия подошла к Кромну. Лишь некоторым воинам из гарнизона удалось убежать из города, остальных аркадяне вместе с союзниками окружили и взяли в плен.
Во время Олимпийских игр элейцы и ахейцы нанесли первое поражение аркадянам.
В 363 году до н. э. мантинейцы заявили, что правительство Аркадского союза использует храмовую казну захваченной Олимпии неразумно (аркадяне тратили деньги из казны на жалованье эпаритам, отборным аркадским воинам). Мантинейцы посчитали это святотатством и отослали обратно присланные им деньги. Возник конфликт, и аркадское правительство призвало на помощь фиванцев. Но затем аркадяне, не желавшие вмешательства фиванцев в дела Аркадии, уговорили их не идти в Пелопоннес. Тогда аркадское правительство было вынуждено заключить мир с Элидой и вернуть Олимпию элейцам.

### Морской поход Эпаминонда и олигархический заговор в Орхомене
В 364 году до н. э., во время перерыва в войне Фив и Спарты, Эпаминонд решил подорвать афинское морское могущество и уговорил членов Народного собрания беотийцев потратить деньги на строительство флота. Было построено 100 триер, которые положили начало фиванскому флоту. На них фиванцы во главе с Эпаминондом вышли в Эгейское море, склонили к дружбе Хиос и Родос, а затем подчинили Византий. Это было сильным ударом по хлебному снабжению Афин и привело к непримиримой вражде Афин и Фив.
В том же году был раскрыт большой олигархический заговор с центром в Орхомене. Фиванское правительство казнило лидеров заговорщиков, а затем объявило о походе против Орхомена. Город был взят и разрушен, а выжившие жители бежали в другие греческие государства.

### Четвёртый поход фиванцев на Пелопоннес
В 362 году до н. э. к власти в Мантинее пришли аристократы, которые заявили, что фиванцы действуют только в целях ослабления всего Пелопоннеса, отделились от Аркадского союза и обратились за помощью к Спарте и Афинам.
Во время этих переговоров Эпаминонд собрал армию и двинулся в поход на Пелопоннес. Он остановился у Немеи, надеясь перехватить афинский отряд, направлявшийся к Мантинее, но, к его вящему сожалению, афиняне решили отправиться морем. Тогда он отправился в Аркадию и расположился в Тегее. Он узнал, что его противники находятся в Мантинее и Пеллене и решил обойти их и напасть на Спарту. Город обороняло очень мало войск, но тем не менее спартанцы победили. Эпаминонд отступил к Мантинее, где 27 июня или 3 июля состоялось последнее сражение войны. Сражение закончилось вничью, на поле боя пал Эпаминонд. Эта битва стала одной из самых упорных и кровопролитных в истории Древней Греции.
После этого сражения все враждующие государства заключили мирный договор. Агесилай протестовал против участия в подписании договора представителей Мессении, не признавая её независимости вопреки мнению послов других государств, и потому не подписал мира с мессенцами. 16-летняя Беотийская война закончилась. Этот мир был только лишь формальным — он признал существующее положение дел и узаконил его временное существование.

## Последствия войны
Греческий историк Ксенофонт так писал об итогах битвы при Мантинее:
«Эти события привели таким образом к последствиям прямо противоположным тем, которые ожидались всеми людьми. Здесь собралась вместе почти вся Греция и выступила с оружием в руках друг против друга; все ожидали, что если произойдет сражение, то те, которые победят, получат в свои руки власть над Грецией, а побежденные подчинятся им. Однако по воле божества случилось так, что обе стороны, как победители, поставили трофей, и ни те, ни другие не в силах были воспрепятствовать противникам сделать это; обе стороны, как победители, выдали противникам трупы, заключив для этого перемирие, и обе же стороны, как побежденные, согласились на это. Далее обе стороны утверждали, что они победили, и тем не менее ни одна из сторон не приобрела после этой битвы ни нового города, ни лишней территории или власти по сравнению с тем, что она имела до этого боя. Это сражение внесло ещё большую путаницу и замешательство в дела Греции, чем было прежде».
Примерно то же можно сказать и об итогах Беотийской войны. Фивы, истощённые чрезмерным напряжением сил, в значительной мере утратили своё влияние. Они оставались сильным полисом, но не могли уже реально осуществлять гегемонию в Греции.
На смену однополярной системе в Грецию пришёл целый ряд «центров силы», претендовавших на лидерские позиции. Уже ни одно государство не могло претендовать на гегемонию в Греции. После окончания войны сильнейшим политическим объединением в Греции становится второй Афинский морской союз. Но гегемония Афин продолжалась недолго. В 357 году до н. э. вспыхнула война Афин против своих союзников, закончившаяся в 355 году до н. э. распадом Афинского морского союза. Теперь наиболее сильные греческие государства сохранили лишь локальную гегемонию: Спарта — на Пелопоннесе, Афины — в Аттике и на прилегающих к ней островах, Фивы — в центральной Греции. Вскоре на гегемонию начали претендовать второстепенные государства в Греции (Фокидский союз, Феры в Фессалии).
Беотийская война значительно ослабила Грецию, что и обусловило последующее завоевание её Македонией.

## Хронология
- 378 до н. э.
  - Зима — первое вторжение спартанцев в Беотию.
  - Набег Сфодрия на Аттику.
  - Лето — второе вторжение спартанцев в Беотию.
  - Создание второго Афинского морского союза.
- 377 до н. э.
  - Весна — третье вторжение спартанцев в Беотию. Битва при Танагре.
  - Нападение фиванцев на Феспии. Битва при Феспиях. Смерть Фебида.
  - Морской поход фиванцев в Пагасы.
- 376 до н. э.
  - Четвёртое вторжение спартанцев в Беотию.
  - Конгресс Пелопоннесского союза в Спарте.
  - Битва при Наксосе.
- 375 до н. э.
  - Экспедиция Тимофея вокруг Пелопоннеса. Заключение союза с Керкирой.
  - Восстановление Беотийского союза. Битва при Тегирах.
  - Вторжение фиванцев в Фокиду. Поход спартанцев в Фокиду.
- 374 до н. э.
  - Первый мирный договор Афин и Спарты.
- 373 до н. э.
  - Осада Керкиры.
  - Взятие Платей фиванцами.
- 371 до н. э.
  - Конгресс греческих государств в Спарте.
  - Пятое вторжение спартанцев в Беотию. Битва при Левктрах.
- 370 до н. э.
  - Создание Аркадского союза.
  - Поход Агесилая в Аркадию.
  - Первый поход фиванцев на Пелопоннес.
- 369 до н. э.
  - В Афины прибыли спартанские послы. Заключение союза между Афинами и Спартой
  - Второй поход фиванцев на Пелопоннес. Дионисий Старший помогает Коринфу в борьбе против Фив.
- 368 до н. э.
  - Второй поход Пелопида в Фессалию. Пленение Пелопида и Исмения.
  - Осень[107] — поход фиванцев в Фессалию.
- 367 до н. э.
  - Весна[107] — поход Эпаминонда в Фессалию. Освобождение Пелопида и Исмения.
  - Бесслёзная битва (победа спартанцев над аркадянами и аргивянами).
  - Союз Афин с Дионисием Старшим
  - Третий поход фиванцев на Пелопоннес
  - Провал мирной конференции в Фивах
- 366 до н. э.
  - Фивы отвоёвывают Ороп.
  - Мир между Коринфом и Фивами.
- 365 до н. э.
  - Война между Аркадией и Элидой
  - Тимофей захватывает Самос
  - Дионисий Младший помогает Спарте в борьбе против Фив
- 364 до н. э.
  - Фивы разрушают Орхомен
  - Битва при Киноскефалах
  - Эпаминонд отвоёвывает у афинян Византий
- 362 до н. э.
  - Четвёртый поход фиванцев на Пелопоннес. Эпаминонд у Спарты. Битва при Мантинее.
  - Конец года[167] — Всеобщий мир в Греции

### Первоисточники
- Ксенофонт, перевод Лурье С. Я. Греческая История. — Алетейя, 2000.
- Плутарх. перевод Лампсаков К. П. Сравнительные жизнеописания Агесилай
- Плутарх, перевод Маркиш С.П. Сравнительные жизнеописания Пелопид и Марцелл. — Наука, 1994.
- Diodorus Siculus. The Library of History. — Harvard University Press, 1967.

- Корнелий Непот. О великих иноземных полководцах: Ификрат, Хабрий, Тимофей, Эпаминонд, Пелопид, Агесилай

### Историография
на русском языке
- Белох Ю. Возрождение демократии // Греческая история. — Т. 2.
- Вэрри Дж. Войны античности от греко-персидских войн до падения Рима. — М.: Эксмо, 2009. — ISBN 978-5-699-30727-2.
- Голицынский Н. С. Война между Спартой и Фивами. Походы Агесилая, Пелопида и Эпаминонда (378-362) // Всеобщая военная исторія древнихъ временъ. — СПб.: Типография А. Траншеля, 1872.
- Дугерти М. Левктры, 371 г. до н. э. // Великие сражения Древнего мира. 1285 до н. э.- 451 н. э = Battles of the Ancient World 1285 BC - AD 451: From Kadesh to Catalaunian Fields. — М.: Эксмо, 2008. — ISBN 978-5-699-25961-8.
- Егер О. Всемирная история. — М.: АСТ, Полигон. — Т. 1. Древний мир. — ISBN 978-5-17-050157-1.
- Кузищин В. И., Гвоздева Т. Б., Строгецкий В. М., Стрелков А. В. История Древней Греции. — М.: Академия, 2011. — ISBN 978-5-7695-7746-8.
- Курциус Э. История Древней Греции. — М.: Харвест, 2002. — Т. IV. — ISBN 985-13-1123-5.
- Курциус Э. История Древней Греции. — М.: Харвест, 2002. — Т. V. — ISBN 985-13-1122-7.
- Лурье С. Я. История Греции. — СПб.: Издательство С.-Петербургского ун-та, 1993. — 680 с.
- Сергеев В. С. История Древней Греции. — СПб.: Полигон, 2002. — 704 с. — ISBN 5-89173-171-1.
- Холмс Р., Эванс М. Поле битвы. Решающие сражения в истории = Battlefield: Decisive Conflicts in History. — СПб.: Питер, 2009. — ISBN 978-5-91180-800-6.
- Шустов В. Е. Войны и сражения Древнего мира. — Ростов-на-Дону: Феникс, 2006. — 521 с. — ISBN 5-222-09075-2.
- Энглим С. и др. Войны и сражения Древнего мира. 3000 год до н. э. - 500 год до н. э = Fighting Techniques of the Ancient World 3000 BC - AD 500: Equipment, Combat Skills and Tactics. — М.: Эксмо, 2007. — ISBN 5-699-15810-3.

на английском языке
- Fine J. V. A. The Ancient Greeks: A Critical History. — Cambridge, MA: Harvard University Press, 1983. — 721 с. — ISBN 0-674-03314-0.

- Buck R. J. Boiotia and the Boiotian League, 432-371 B.C. — The University of Alberta Press, 1994. — 187 с. — ISBN 0-88864-253-9.
- Anderson J. K. Military Theory and Practice in the Age of Xenophon. — California: University of California Press, 1970. — 425 с.
- Buckler J., Beck H. Central Greece and the Politics of Power in the Fourth Century BC; “Plutarh on Leuctra”. — Cambridge University Press, 2008. — ISBN 978-0-521-83705-7.
- Lawrence A. Tritle. The Greek World in the Fourth Century: From the Fall of the Athenian Empire to the Successors of Alexander. — Psychology Press, 1997. — ISBN 9780415105835.